# Fusilamientos en Zaragoza

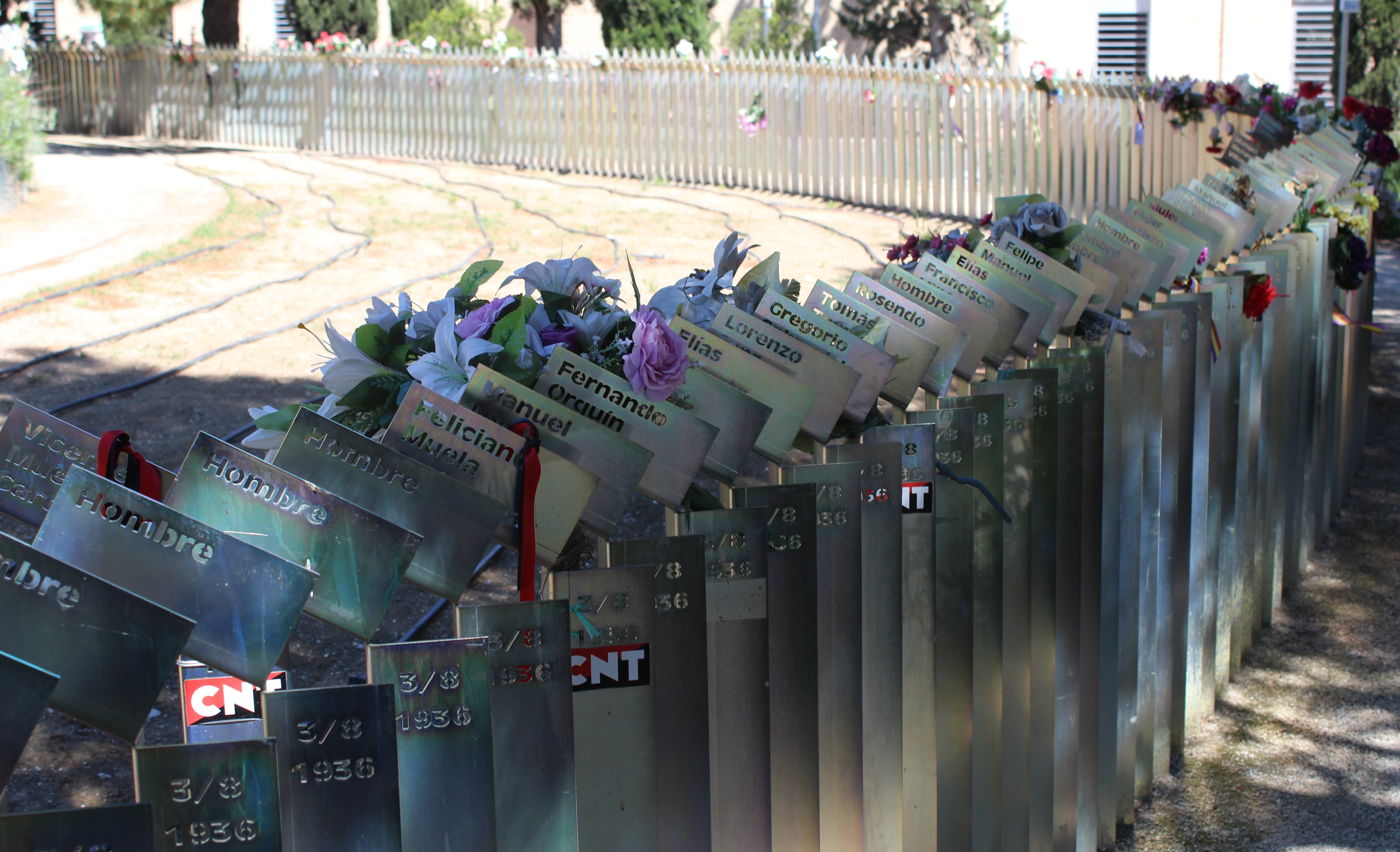
Detalle del memorial a las víctimas. Cada barra representa a un fusilado.

Los fusilamientos de Zaragoza hacen referencia a la ejecuciones oficiales y extrajudiciales ocurridas en la capital aragonesa durante la guerra civil española y el periodo posterior de represión del franquismo. Durante estos años fueron fusiladas 3.543 personas en las tapias del cementerio de la capital aragonesa.

## Historia
Durante un periodo de diez años que va desde el inicio de la guerra civil española al periodo posterior de represión durante el franquismo fueron fusiladas unas 3543 personas en las tapias del cementerio de Zaragoza, el cementerio de Torrero: 3096 durante la contienda y 447 durante la posguerra, todas ellas por causas políticas al pertenecer o ser miembros de familias entre cuyos integrantes había republicanos. De ellas, 607 víctimas no han sido identificadas. Los fusilamientos se desarrollaron desde la madrugada del 19 de julio de 1936 hasta el 20 de agosto de 1946. Los fusilados eran la mayoría zaragozanos, aunque fueron enterrados aragoneses de 327 municipios distintos. Entre los fusilados, según consta en el libro de registro del cementerio, se encontraban menores, mujeres y ancianos, familias enteras represaliadas, entre los 13 y los 78 años.
Las balas terminaron por traspasar la pared del cementerio afectando a los nichos que se encontraban al otro lado, y hubo de reforzarse la tapia con sacos terreros y tablas de madera. Los cadáveres fueron enterrados al pie de las tapias en dos grandes zanjas sin cajas y con sus objetos personales desperdigados. Cabe destacar que, según el testimonio de fray Gumersindo, los cofrades de la Hermandad de la Sangre de Cristo (encargados de recoger los cuerpos) se dedicaban a saquear los pocos objetos de valor que los difuntos portaban, incluso ropas y zapatos.
En 1979, a iniciativa del primer alcalde democrático durante la Transición, Ramón Sainz de Varanda, los restos de unos 2500 fusilados fueron trasladados a una fosa común bajo un monumento que señala «a cuantos murieron por la libertad y la democracia». En octubre de 2010 se inauguró un monumento a todas las víctimas en el cementerio, que consta de 3543 placas de acero galvanizado y en cada una de ellas se recoge el nombre de una víctima distinta, salvo las más de 600 no identificadas, con un recorrido en espiral de 500 metros que se tarda quince minutos en recorrer.
Una parte sustancial de la información de la época fue suministrada por el fraile capuchino Gumersindo de Estella, que asistió a los fusilados en la cárcel de Torrero y que fue recogiendo sus impresiones en un cuaderno que fue publicado en 2003 por los historiadores Tarsicio de Azcona y José Ángel Echevarría con el título de Fusilados en Zaragoza. 1936-39. Tres años de asistencia espiritual a los reos. El historiador Julián Casanova realizó, junto con un equipo de investigadores, la tarea de identificación de las víctimas.